# Mita Hirotaka
Mita Hirotaka (三田 啓貴, sinh ngày 14 tháng 9 năm 1990) là một cầu thủ bóng đá người Nhật Bản hiện tại thi đấu cho Vissel Kobe.

## Thống kê câu lạc bộ
Cập nhật đến ngày 23 tháng 2 năm 2018.
| Thành tích câu lạc bộ | Thành tích câu lạc bộ | Thành tích câu lạc bộ | Giải vô địch | Giải vô địch | Cúp                   | Cúp                   | Cúp Liên đoàn | Cúp Liên đoàn | Tổng cộng | Tổng cộng |
| Mùa giải              | Câu lạc bộ            | Giải vô địch          | Số trận      | Bàn thắng    | Số trận               | Bàn thắng             | Số trận       | Bàn thắng     | Số trận   | Bàn thắng |
| Nhật Bản              | Nhật Bản              | Nhật Bản              | Giải vô địch | Giải vô địch | Cúp Hoàng đế Nhật Bản | Cúp Hoàng đế Nhật Bản | J. League Cup | J. League Cup | Tổng cộng | Tổng cộng |
| --------------------- | --------------------- | --------------------- | ------------ | ------------ | --------------------- | --------------------- | ------------- | ------------- | --------- | --------- |
| 2012                  | FC Tokyo              | J1 League             | 1            | 0            | 0                     | 0                     | 1             | 0             | 2         | 0         |
| 2013                  | FC Tokyo              | J1 League             | 17           | 2            | 4                     | 1                     | 4             | 1             | 25        | 4         |
| 2014                  | FC Tokyo              | J1 League             | 24           | 2            | 2                     | 0                     | 3             | 1             | 29        | 3         |
| 2015                  | FC Tokyo              | J1 League             | 18           | 1            | 1                     | 0                     | 6             | 2             | 25        | 3         |
| 2016                  | Vegalta Sendai        | J1 League             | 31           | 3            | 1                     | 0                     | 5             | 0             | 37        | 3         |
| 2017                  | Vegalta Sendai        | J1 League             | 33           | 5            | 0                     | 0                     | 9             | 2             | 42        | 7         |
| Tổng                  | Tổng                  | Tổng                  | 124          | 13           | 8                     | 1                     | 28            | 6             | 160       | 20        |